# Vadim Guigolaev
Vadim Guigolaev (ros. Вадим Гиголаев; ur. 15 czerwca 1979) – rosyjski i od 2004 roku francuski zapaśnik walczący w stylu wolnym. Zajął szesnaste miejsce na mistrzostwach świata w 2005.  Brązowy medalista mistrzostw Europy w 2006. Złoty medalista igrzysk śródziemnomorskich w 2005. Mistrz Europy juniorów w 1996 roku.